# 浜崎祇園山笠

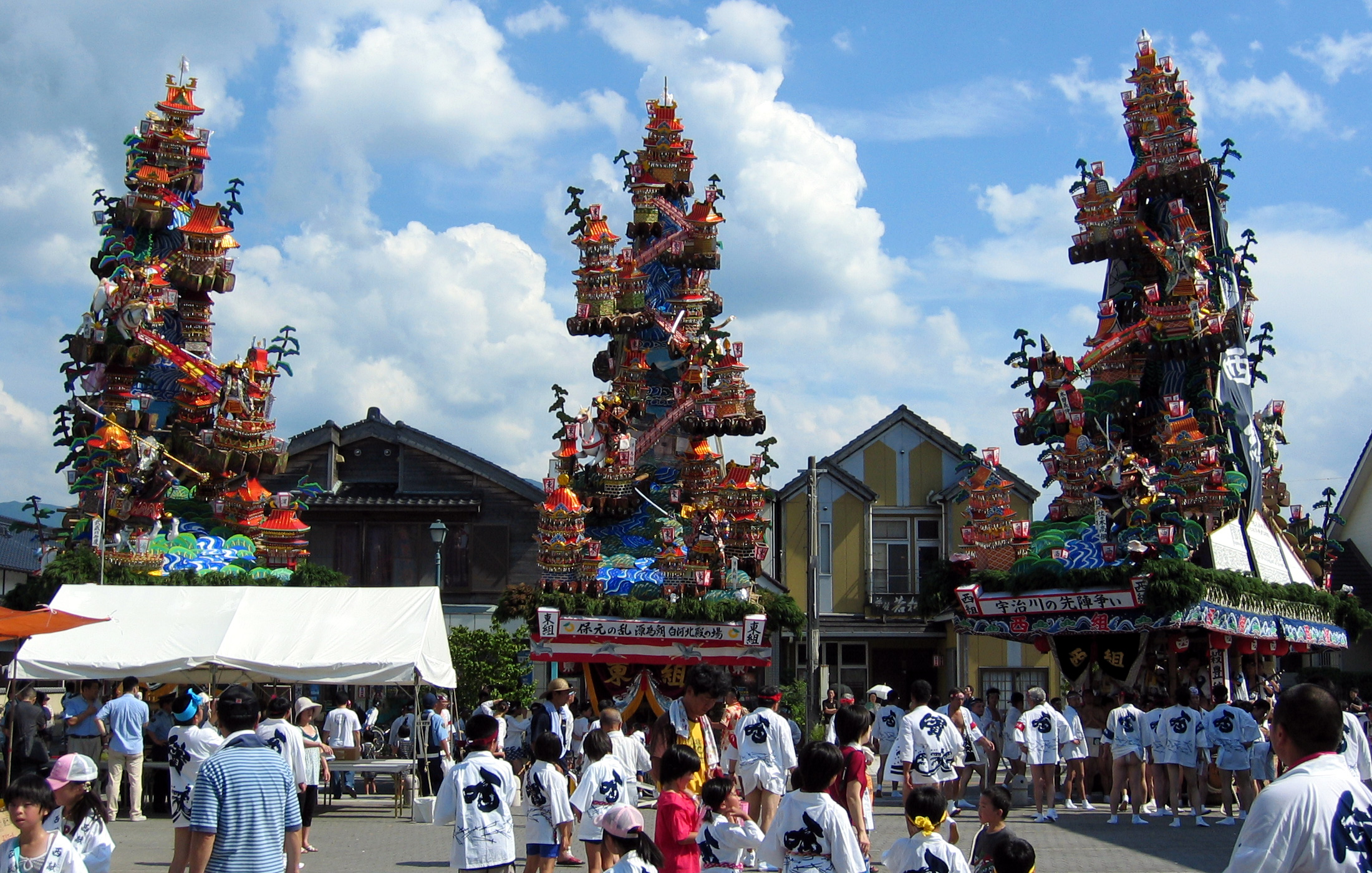
ひきやま公園前に集合した山笠。左から濱組、東組、西組。

浜崎祇園山笠（はまさきぎおんやまかさ）は、毎年7月に唐津市浜崎にある諏訪神社境内に祭られている須賀神社（祇園社）へ奉納される祇園祭であり、山笠行事である。

## 歴史
1753年（宝暦3年）に、浜崎の網元であった中村屋久兵衛が商用で京都に行った際祇園社に参拝し、その帰途に博多祇園山笠の賑いを見物して感動したことから、濱地区が大漁、東地区が商売繁盛、西地区が五穀豊穣を祈願する3台の山笠を、私費を投じて奉納したのが始まりとされる。当初は博多の飾りを借り受けて山笠を作っていたが、やがて浜崎にも人形師が現われ、浜崎系と呼ばれる山笠の形態を完成させていった。高さ約15 mの3台の山笠が、笛や太鼓、三味線からなる囃子とともに町内を巡る。
明治時代に電線が引かれる際には、山笠の邪魔になるなら電線はいらない、と地元が反対したが、毎年祭の期間中だけ地中に埋設することで折り合いをつけ、高い山笠を運行し続けた。
戦時中は物資や人手の不足により一時中断された。戦後再開されたが、後に運行路の道路が舗装されたことで電線の埋設ができなくなり、山笠が低くなった。それにより、山笠が軽くなったため走って運行されるようになり、本来の浜崎祇園山笠の形態が無くなってしまうことを危惧した地元が費用を負担して電柱を高くし、再び高い山笠を運行できるようにした。

## 日程

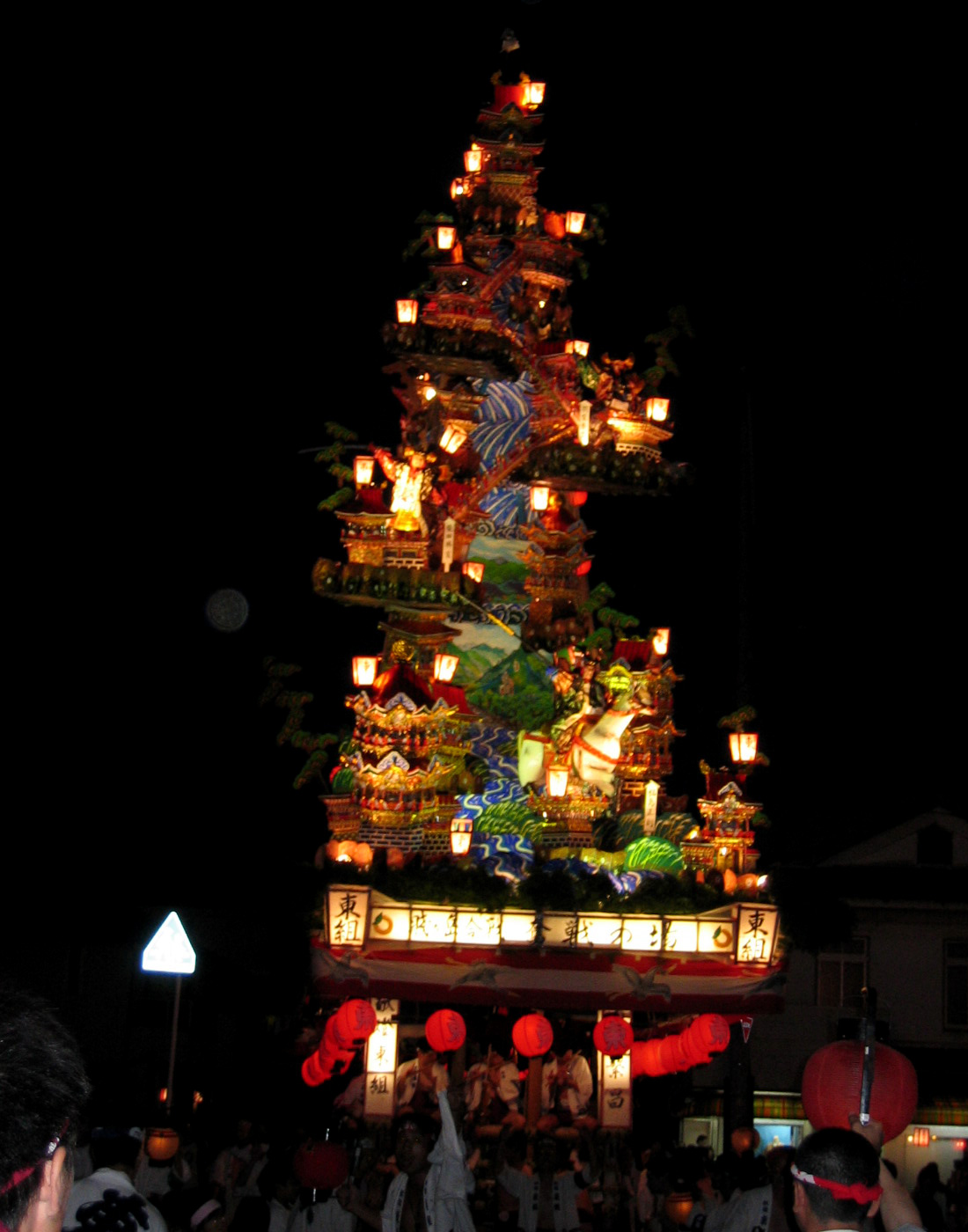
夜間運行中の東組山笠。

以前は7月14日、15日に開催されていた。参加者の当日の都合や、山笠組立てが露天で行われるため梅雨の時期を避けるための措置として、現在は7月の海の日直後の土日に開催されている。また、前日に子供山笠の運行も行われる。
製作は、数ヶ月前から飾りの製作や補修等がはじまり、祭の前数週間かけて地元の者により組み上げられる。
祭の当日は、昼に神社から出発して浜に行き「お汐井」を取り、夜に神社にそれを持っていく、という経路で運行される。2日目には、その後山笠はそれぞれの地元に帰り、朝までに解体される。
夜に燈篭のともった山笠の美しさや、神社や地元で最後に山笠を何回も旋回させる「大まぎり」が見所。
2020年（令和2年）は7月25日と26日の両日に予定していたが、2019新型コロナウイルス感染拡大を受け、中止すると発表した。前夜祭の子供山笠の巡行も中止する。振興会によると2日間とも中止になるのは、1949年以来71年ぶり。振興会によると、1949年の中止の理由は不明。9日に総会を開き、中止を決めた。振興会は「山笠を引くのに人手が必要で、県外からの多くの観光客が訪れることなども考慮した」としている。

## 山笠の形態
山笠は、屋形や岩、滝、人形などの部品で構成される岩山笠で、部品の様式は博多祇園山笠のものと共通点も多い。博多と異なる点として、下段の棚や槍出しを使った前後に奥行きのある飾り方が特徴で、同様の形態の山笠は浜崎系と呼ばれる。佐賀県北部にはこの様式の山笠が多い。高さ15m、重さ5tの山笠は現在運行されているものとしては最大級であり、山車としても日本屈指の大きさを誇る。

## 運行形態
曳き山笠であり、2本の綱で曳いて運行し、舵棒で方向転換を行う。
台車は車輪が6つあるのが特徴。前後に3つ並ぶうち中央の車輪を一段低くし、真ん中の車輪を中心に前後に傾き、運行時は中心の2輪と前後どちらかの2輪、あわせて4輪が接地するようになっている。この構造は「天秤」と呼ばれる。
天秤をきかせることにより、旋回する際の径が狭くなり、摩擦が小さく旋回しやすくなる。通常6輪全てが同時に接地する事はなく、もしそのような状態になってしまった場合、摩擦が大きくなり旋回が出来なくなるほか、前後に動かすにも力が余計に必要になる。
方向転換や「大まぎり」では、山笠前方に3人陣取る「根取り」が台車の前を持ち上げる事により後方4輪車とし、綱と後方の舵棒で旋回する。

## 囃子
囃子は笛（竹紙を張る明笛）、三味線、半鐘、和太鼓（大太鼓、締太鼓）で構成される。竹紙を張る笛を使うことや三味線が入るという点が特徴的で、これは日田祇園祭と共通する。浜崎地区は一時期天領となった時代があり、日田郡代の支配下となっていたため何らかの関連があったとも考えられるが、曲目や曲調は異なる。
各地区に13曲が伝えられている。口伝のため、曲名の漢字表記等にずれがあるものもある。
- 祇園囃子（ぎおんばやし）
- 洒、または晒（さらし）
- 道囃子、または褌囃子、または三ツ囃子（みつばやし）
- 松囃子、または松噺子（まつばやし）
- 襖開、または褄開（つまびらき）
- 寅市、または寅一（とらいち）
- 二上寅一（にあがりとらいち）、または団車（だんじり）
- 法螺ノ梅（ほらのめ、ほらのんめ）
- 団七（だんしち）、または段櫃（だんひち）
- 豆腐屋、または東府屋（とうふや）
- 獅子（しし）
- 陣太夫、または甚太夫（じんだゆう）

※頭に「伊万里」がつけられる場合もある
- 猩猩、または猩々（しょうじょう）

## 子供山笠

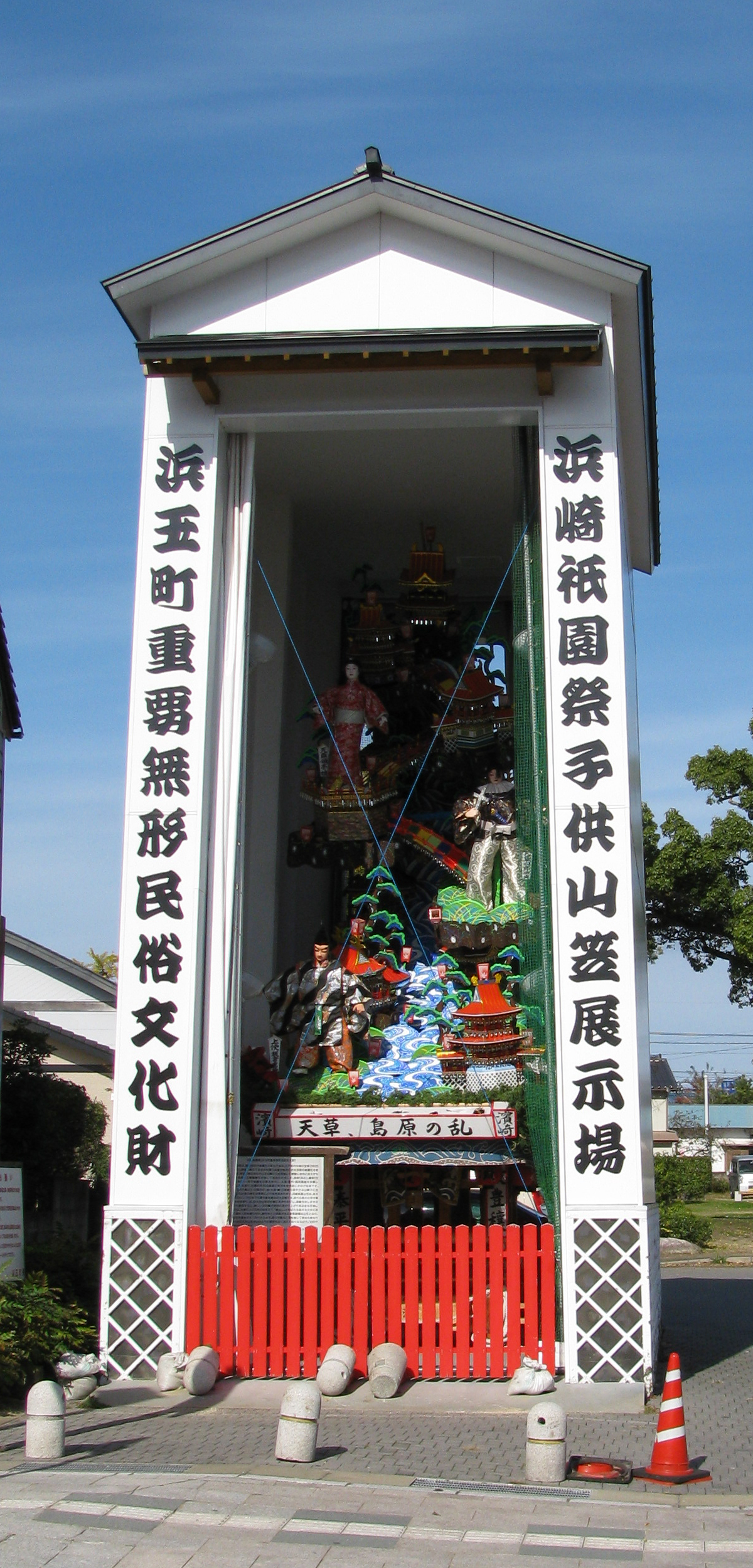
ひきやま公園内展示場の子供山笠

当初は山囃子保存会館に展示されていた実物の半分の大きさのミニ山笠だったものを転用し、安全に運行できるバランスに改良したものが祇園祭の前日に運行されている。半分のサイズという事から計算すれば高さは7.5 m程度、重さは625 kg程度になる。旧浜玉町内の就学前児童を園ごとに分けて曳かせており、方向転換については大人が補助し、囃子はテープを流して運行される。
普段はひきやま公園の一角に常時展示されている。ただし、6月 - 7月頃にかけていったん解体して作り変えられるため、その間は見ることができない。